# Cuarteto de cuerda n.º 5 (Mozart)
El Cuarteto de cuerda n.º 5 en fa mayor, K. 158 de Wolfgang Amadeus Mozart fue escrito y estrenado a principios de 1773 en Milán. Se trata del cuarto de una serie de seis cuartetos, conocidos como Cuartetos milaneses, ya que fueron compuestos en Milán, mientras Mozart estaba trabajando en su ópera Lucio Silla.

## Estructura
Consta de tres movimientos:
1. Allegro.
2. Andante un poco allegretto.
3. Tempo di minuetto.